# NGC 1760
NGC 1760 (również ESO 85-EN19 lub LHA 120-N 11F) – mgławica emisyjna, znajdująca się w gwiazdozbiorze Złotej Ryby. Należy do Wielkiego Obłoku Magellana. Wchodzi w skład dużego rejonu gwiazdotwórczego LMC-N11 (N11). Prawdopodobnie odkrył ją James Dunlop 3 sierpnia 1826 roku, 13 grudnia 1835 roku zaobserwował ją też John Herschel.